# Freeman Coliseum
Le Freeman Coliseum est une salle omnisports située à côté du AT&T Center à l'est du centre de San Antonio, au Texas.
C'est dans cette salle que se déroulait tous les ans pendant plus de 50 ans  le San Antonio Stock Show & Rodeo au mois de février. Mais depuis la construction du AT&T Center, l'événement déménagea dans la nouvelle enceinte en 2003.

## Événements
- San Antonio Stock Show & Rodeo, 1950 à 2002
- WWF Tuesday in Texas, 3 décembre 1991
- WWE Survivor Series 1994, 23 novembre 1994